# Haariger Widderbock
Der Haarige Widderbock (Chlorophorus pilosus) ist ein Käfer aus der Familie der Bockkäfer (Cerambycidae). Die Nominatform Chlorophorus pilosus pilosus ist ungefleckt, die gefleckte Form Chlorophorus pilosus glabromaculatus wurde von Sama 1999 auf Grund von Behaarungsunterschieden beim Weibchen als eigene Art abgetrennt. Sie wird entsprechend als Chlorophorus glabromaculatus (Goeze, 1777) geführt. Diese Auffassung wird jedoch nicht allgemein akzeptiert und steht auch im Widerspruch zu Züchtungsergebnissen von Paulian aus dem Jahre 1994.
Die Art wird in der Roten Liste gefährdeter Arten Deutschlands unter der Kategorie 1 (vom Aussterben bedroht) geführt. In Rheinland-Pfalz wird sie als ausgestorben oder verschollen eingestuft.

## Bemerkungen zum Namen und zur Systematik
Chlorophorus pilosus wurde zeitweise zur Gattung Clytus gestellt. Der deutsche Name für Clytus ist „Widderbock“. Der Artname „pilosus“(lat.) bedeutet „behaart“. So erklärt sich der Name „Haariger Widderbock“. Der Gattungsname „Chlorophorus“  (von altgr. χλορός chlorós, grün und φορείν forein für Kleidung tragen) drückt aus, dass die Behaarung grünlich ist. „Glabromaculatus“ (lat.) bedeutet wörtlich „kahlfleckig“ in Anspielung darauf, dass die dunklen Flecken auf den Flügeldecken unbehaart sind.  Die Gattung Chlorophorus wird in Europa durch dreizehn Arten, weltweit durch weit über hundert Arten repräsentiert.

## Merkmale der Imagines
Die Tiere werden 11 bis 18 Millimeter lang und haben einen langgestreckten und walzenförmigen Körper. Die Farbe der Behaarung ist auf Ober- und Unterseite verschieden. Unterseite und Kopf sind grau behaart, Brustschild und Flügeldecken erscheinen durch die Behaarung olivgelb bis grünbeige. Die kahlen Stellen treten als schwarze Punkte in Erscheinung. Im Regelfall befinden sich bei der var. glabromaculatus auf jeder Flügeldecke drei rundliche Punkte sowie ein länglicher Fleck im Bereich der Schultern.
Der Kopf ist hinter den Augen parallelseitig, die Stirn ist ohne Kiele. Die Augen sind nierenförmig, wobei ihr Oberteil die Fühlerbasis nicht umfasst. Die Innenränder der Augen sind weiter voneinander entfernt als die Innenränder der Einlenkungsstellen der Fühler. Diese sind elfgliedrig, behaart und dünn. Sie erreichen etwa die Hälfte der Länge der Flügeldecken. Die Spitzen der Fühlerglieder sind nicht eckig erweitert. Das zweite Fühlerglied ist viel kürzer als das dritte, fast ringförmig. Das neunte Fühlerglied ist deutlich kürzer als das vierte. Die Mundwerkzeuge zeigen schräg nach unten. Das letzte Glied der viergliedrigen Kiefertaster ist abgestutzt, die Lippentaster sind dreigliedrig.
Der Halsschild ist kaum schmäler als die Flügeldecken. Die Grundfarbe ist wie die des Körpers schwarz. Es ist nicht ausgesprochen grob skulptiert und ohne Dorne, Höcker oder Querleisten, seine Seiten sind gerundet. Die seitlich an die Brustplatte der Hinterbrust anschließende Platte des Skeletts (Metaepisternum) ist mindestens vier Mal so lang wie breit und hinten etwas breiter. Die Flügeldecken bedecken den Hinterleib weitgehend und sind hinten abgestutzt. Der Außenwinkel des abgestutzten Endes ist zahnförmig vorspringend. Die Hüften der Vorderbeine sind nicht kegel- oder zapfenförmig hervorragend. Die Tarsen sind scheinbar viergliedrig (pseudotetramer), da das sehr kleine vierte Glied im Ausschnitt des gelappten dritten Tarsengliedes verborgen ist. Das erste Tarsenglied ist sehr viel länger als das zweite und dritte zusammen. Mittel- und Hinterschenkel sind nicht in Dörnchen ausgezogen. Die Schienen tragen je zwei Enddorne.

## Larve der Larven
Die Larven sind beinlos und besitzen auf den letzten Rückensegmenten eine hufeisenförmige Struktur.

## Lebensweise
Die Käfer leben ausschließlich an und in toten Laubhölzern, vor allem in Eiche, aber auch in Ahorn, Ulme, Robinie, Wein, Obstbaumarten, Kastanie und Nutzhölzern. Man kann sie auch in Wohnungen finden. Sie erscheinen von Mai bis August und sind dann auch an Blüten von Korbblütlern und Doldenblütlern zu finden, wo sie Nektar aufnehmen.
Schon bald nach dem Verlassen der Puppenwiege erfolgt die Paarung und Eiablage. Etwa neunzig Eier werden bevorzugt bei Temperaturen um die 27 °C in Holzrisse oder bei gestapelten Brettern, zwischen diese abgelegt. Die Art wird zu den Frischholzbesiedlern gerechnet und als „landschaftsökologisch relevante Art“ eingestuft. Die Entwicklung der Larven dauert bei etwa 25 °C und 70 Prozent Luftfeuchtigkeit ein bis zwei Jahre. Es sind jedoch auch bis zu zwanzig Jahren für die Entwicklung dokumentiert. Stärke- und zuckerreiches Holz wird bevorzugt besiedelt. Nadelholz wird zwar nicht befallen, die Larven können sich dennoch darin entwickeln. Das Splintholz von Eichen ist im Vergleich zu Buchen oder Kiefern für die Entwicklung besonders förderlich. Die Verpuppung erfolgt auch ohne Kälteperiode im Frühjahr direkt unter der Holzoberfläche. Die Larven bauen abgestorbene Holzteile ab (Trockenholzzerstörer). Als solche können sie auch an Möbeln oder in Holzlagern Schäden anrichten, doch geschieht dies nur in wirtschaftlich unbedeutendem Ausmaß.
Die Schlupflöcher und Bohrgänge sind entsprechend dem Körperquerschnitt auffallend hochoval mit einem Verhältnis von 2:3, hoch zu breit, während vergleichbare Käferarten etwa ein Verhältnis von 1:2 aufweisen. Die Fraßgänge sind fest mit Bohrmehl verstopft.
Die Larve wird von dem Hautflügler Pristaulacus chlapowskii parasitiert.

## Verbreitung
Die Art ist mediterran verbreitet, aus Mitteleuropa sind nur Einzelfunde bekannt. Je nach verwendeter Literatur ist auf Grund der taxonomischen Stellung der Art auch das Verbreitungsgebiet von Ch. glabromaculatus zu berücksichtigen, welcher auch in der Schweiz und in Belgien vorkommt.